# Josef Plesner
Josef Plesner (* 13. Jänner 1911 in Ernstbrunn; † 31. Oktober 1993 in Ebbs) war ein österreichischer Filmproduzent, Kameramann, und Filmberichter der Fox. Unter anderem war er sechsmal von 1932 bis 1938 als Berichter in Afrika.
Er hat sich in den Genres Kulturfilm, Naturfilm, Heimatfilm und Bergfilm einen Namen gemacht. Darüber hinaus war er Gründer und Leiter der Filmproduktionsfirma Plesner Film.

## Filmografie
- 1940/54: Tiefland
- 1948: Zehn Jahre später
- 1949: Bergkristall
- 1950: Funk und Sport
- 1951: Der Fünfminutenvater
- 1951: Gesetz ohne Gnade
- 1951: Du siehst die Welt